# 6-Stunden-Rennen auf dem Nürburgring 2016

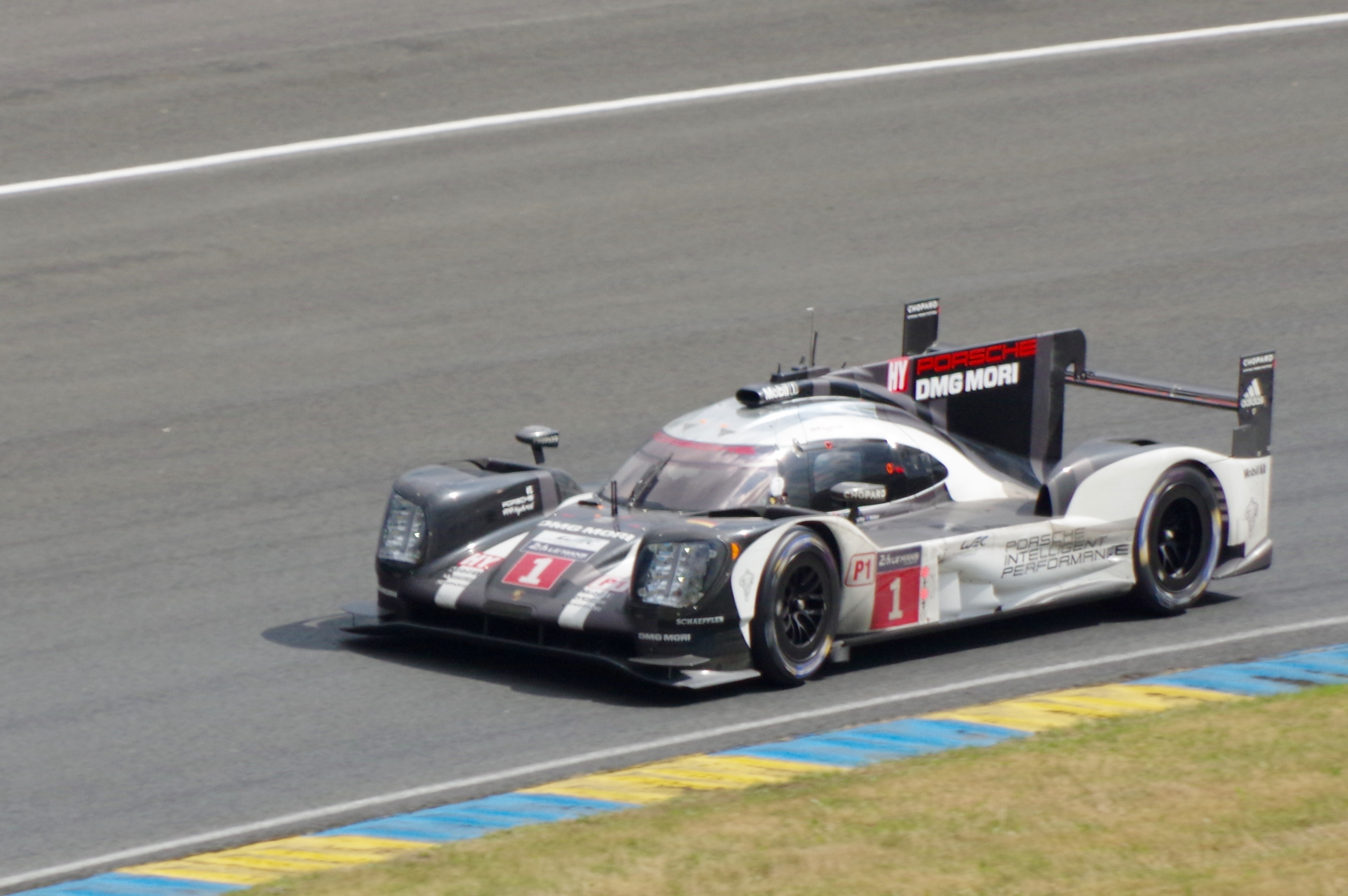
Porsche 919 Hybrid; Siegerwagen von Timo Bernhard, Brendon Hartley und Mark Webber, hier beim 24-Stunden-Rennen von Le Mans 2016

Das 6-Stunden-Rennen auf dem Nürburgring 2016, auch FIA WEC 6-Stunden-Rennen am Nürburgring, fand am 24. Juli auf dem Nürburgring statt und war der vierte Wertungslauf der FIA-Langstrecken-Weltmeisterschaft dieses Jahres.

## Das Rennen
Der Audi R18 RP6 von André Lotterer und Marcel Fässler war das schnellste Fahrzeug im Qualifikationstraining und startete aus der Pole-Position. Fässler behielt die Führung während der gesamten Anfangsphase des Rennens und hielt dem Druck von Timo Bernhard im Porsche 919 Hybrid stand. Dessen Teamkollege Brendon Hartley übernahm dann die Führung, als beide Audi langsame Boxenstopps einlegten, und behielt sie, bis Marc Lieb im zweiten Porsche überholte. Eine Durchfahrtsstrafe von Neel Jani verhinderte einen Porsche-Doppelsieg, da dessen Fahrzeug auf den vierten Rang zurückfiel. Bernhard, Hartley und Mark Webber siegten mit dem Vorsprung von 54 Sekunden auf die beiden knapp hintereinander fahrenden Werks-Audi.

## Ergebnisse

### Schlussklassement
| 1               | LMP1      | 1  | Porsche Team              | Timo Bernhard Brendon Hartley Mark Webber               | Porsche 919 Hybrid       | 194 |
| 2               | LMP1      | 8  | Audi Sport Team Joest     | Loïc Duval Lucas di Grassi Oliver Jarvis                | Audi R18 RP6             | 194 |
| 3               | LMP1      | 7  | Audi Sport Team Joest     | André Lotterer Marcel Fässler                           | Audi R18 RP6             | 194 |
| 4               | LMP1      | 2  | Porsche Team              | Marc Lieb Romain Dumas Neel Jani                        | Porsche 919 Hybrid       | 194 |
| 5               | LMP1      | 5  | Toyota Gazoo Racing       | Anthony Davidson Sébastien Buemi Kazuki Nakajima        | Toyota TS050 Hybrid      | 193 |
| 6               | LMP1      | 6  | Toyota Gazoo Racing       | Stéphane Sarrazin Mike Conway Kamui Kobayashi           | Toyota TS050 Hybrid      | 190 |
| 7               | LMP1      | 13 | Rebellion Racing          | Dominik Kraihamer Alexandre Imperatori Mathéo Tuscher   | Rebellion R-One          | 178 |
| 8               | LMP2      | 36 | Signatech Alpine          | Nicolas Lapierre Gustavo Menezes Stéphane Richelmi      | Alpine A460              | 178 |
| 9               | LMP2      | 43 | RGR Sport by Morand       | Ricardo González Filipe Albuquerque Bruno Senna         | Ligier JS P2             | 178 |
| 10              | LMP2      | 31 | Extreme Speed Motorsports | Ryan Dalziel Christopher Cumming Luís Felipe Derani     | Ligier JS P2             | 176 |
| 11              | LMP2      | 42 | Strakka Racing            | Nick Leventis Jonny Kane Danny Watts                    | Gibson 015S              | 176 |
| 12              | LMP2      | 44 | Manor                     | Tor Graves Antonio Pizzonia Matthew Howson              | Oreca 05                 | 176 |
| 13              | LMP2      | 37 | SMP Racing                | Vitaly Petrov Viktor Shaytar Kirill Ladygin             | BR Engineering BR01      | 175 |
| 14              | LMP2      | 35 | Baxi DC Racing            | David Cheng Ho-Pin Tung Nelson Panciatici               | Alpine A460              | 175 |
| 15              | LMP2      | 27 | SMP Racing                | Nicolas Minassian Maurizio Mediani                      | BR Engineering BR01      | 175 |
| 16              | LMP2      | 30 | Extreme Speed Motorsports | Scott Sharp Ed Brown Johannes van Overbeek              | Ligier JS P2             | 172 |
| 17              | LMP1      | 12 | Rebellion Racing          | Nicolas Prost Nick Heidfeld Mathias Beche               | Rebellion R-One          | 171 |
| 18              | LMGTE Pro | 51 | AF Corse                  | Gianmaria Bruni James Calado                            | Ferrari 488 GTE          | 170 |
| 19              | LMGTE Pro | 71 | AF Corse                  | Davide Rigon Sam Bird                                   | Ferrari 488 GTE          | 170 |
| 20              | LMGTE Pro | 95 | Aston Martin Racing       | Nicki Thiim Marco Sørensen                              | Aston Martin Vantage GTE | 170 |
| 21              | LMGTE Pro | 66 | Ford Chip Ganassi Team UK | Olivier Pla Stefan Mücke                                | Ford GT                  | 169 |
| 22              | LMGTE Pro | 97 | Aston Martin Racing       | Richie Stanaway Darren Turner                           | Aston Martin Vantage GTE | 169 |
| 23              | LMGTE Pro | 77 | Dempsey-Proton Racing     | Richard Lietz Michael Christensen                       | Porsche 911 RSR          | 169 |
| 24              | LMGTE Am  | 98 | Aston Martin Racing       | Paul Dalla Lana Pedro Lamy Mathias Lauda                | Aston Martin Vantage GTE | 166 |
| 25              | LMGTE Am  | 83 | AF Corse                  | François Perrodo Emmanuel Collard Rui Águas             | Ferrari 458 Italia GT2   | 166 |
| 26              | LMGTE Am  | 50 | Larbre Compétition        | Yutaka Yamagishi Paolo Ruberti Pierre Ragues            | Chevrolet Corvette C7.R  | 165 |
| 27              | LMGTE Am  | 88 | Abu Dhabi-Proton Racing   | Khaled Al Qubaisi Patrick Long David Heinemeier Hansson | Porsche 911 RSR          | 164 |
| 28              | LMGTE Am  | 86 | Gulf Racing               | Mike Wainwright Adam Carroll Ben Barker                 | Porsche 911 RSR          | 164 |
| 29              | LMGTE Pro | 67 | Ford Chip Ganassi Team UK | Andy Priaulx Marino Franchitti Harry Tincknell          | Ford GT                  | 155 |
| Disqualifiziert |           |    |                           |                                                         |                          |     |
| 30              | LMGTE Am  | 78 | KCMG                      | Christian Ried Wolf Henzler Joël Camathias              | Porsche 911 RSR          | 166 |
| Ausgefallen     |           |    |                           |                                                         |                          |     |
| 31              | LMP2      | 45 | Manor                     | Matthew Rao Richard Bradley Roberto Merhi               | Oreca 05                 | 149 |
| 32              | LMP1      | 4  | ByKolles Racing Team      | Simon Trummer Pierre Kaffer Oliver Webb                 | CLM P1/01                | 98  |
| 33              | LMP2      | 26 | G-Drive Racing            | Roman Rusinov Alex Brundle René Rast                    | Oreca 05                 | 74  |

### Nur in der Meldeliste
Hier finden sich Teams, Fahrer und Fahrzeuge, die ursprünglich für das Rennen gemeldet waren, aber aus den unterschiedlichsten Gründen daran nicht teilnahmen.
| Pos. | Klasse | Nr. | Team           | Fahrer                                      | Chassis  |
| ---- | ------ | --- | -------------- | ------------------------------------------- | -------- |
| 34   | LMP2   | 38  | G-Drive Racing | Simon Dolan Jake Dennis Giedo van der Garde | Oreca 05 |

### Klassensieger
| Klasse    | Fahrer           | Fahrer          | Fahrer            | Fahrzeug                 | Platzierung im Gesamtklassement |
| --------- | ---------------- | --------------- | ----------------- | ------------------------ | ------------------------------- |
| LMP1      | Timo Bernhard    | Brendon Hartley | Mark Webber       | Porsche 919 Hybrid       | Gesamtsieg                      |
| LMP2      | Nicolas Lapierre | Gustavo Menezes | Stéphane Richelmi | Alpine A460              | Rang 8                          |
| LMGTE Pro | Gianmaria Bruni  | James Calado    |                   | Ferrari 488 GTE          | Rang 18                         |
| LMGTE Am  | Paul Dalla Lana  | Pedro Lamy      | Mathias Lauda     | Aston Martin Vantage GTE | Rang 24                         |

### Renndaten
- Gemeldet: 34
- Gestartet: 33
- Gewertet: 29
- Rennklassen: 4
- Zuschauer: 58.000
- Wetter am Rennwochenende: warm und sonnig
- Streckenlänge: 5,148 km
- Fahrzeit des Siegerteams: 6:01:16,183 Stunden
- Runden des Siegerteams: 194
- Distanz des Siegerteams: 996,570 km
- Siegerschnitt: 165,500 km/h
- Pole Position: André Lotterer/Marcel Fässler – Audi R18 RP6 (#7) – 1:39,239
- Schnellste Rennrunde: Marcel Fässler – Audi R18 RP6 (#7) – 1:40,325 = 184,300 km/h
- Rennserie: 4. Lauf zur FIA-Langstrecken-Weltmeisterschaft 2016